# Quemadura
La quemadura es un tipo de lesión en un organismo vivo provocada por el calor, o una corrosión de efecto similar, sobre la piel u otros tejidos. Sus daños pueden ir desde un simple eritema hasta una inutilización de sus estructuras que las deje completamente consumidas y destruidas.
Las quemaduras se producen por el contacto con diferentes agentes físicos, o biológicos: llamas, líquidos calientes, superficies calientes y otras fuentes de altas temperaturas, o con el contacto con elementos a temperaturas extremadamente bajas. También existen las quemaduras químicas y las quemaduras eléctricas. Los gases y las radiaciones también pueden producir quemaduras. Los agentes físicos son la causa más frecuente de quemaduras, estando implicados en un 85 % de los casos.
El pronóstico, el tratamiento y la necesidad de ingresar o no en el hospital al herido dependerán del grado de la quemadura y la cantidad de superficie corporal quemada.

## Primeros auxilios

### 1. Detener la quemadura
Los primeros auxilios comienzan por apartar a la víctima de aquello que la quema. La manera de lograrlo puede complicarse y variar en algunos tipos de quemadura:
- Llamas: Apagar el fuego de la víctima con un extintor adecuado o con agua. No con sustancias inflamables (alcohol, colonias, productos de limpieza, combustibles como la gasolina y el diésel, etc.). No arrojar agua ni usar extintores de sólo agua (normalmente los llamados "A" como única letra) sobre zonas electrificadas. También es posible intentar apagar las llamas azotándolas (por ejemplo: con mantas, o con trapos húmedos donde no haya electricidad), o haciendo que la víctima ruede por algún tramo del suelo.
- Eléctrica: Desenchufar o apagar a cualquier aparato que electrocute. Hay que apartar de la electricidad a la víctima rápidamente y sin tocarla directamente con la piel y para ello puede ser usado un material aislante, principalmente algo no metálico ni encharcado de humedad (así, podría ser de madera, plástico, goma, la suela de un zapato normal, cerámica, etc.). Algunas situaciones complejas pueden requerir cortar la electricidad de esa zona desde algún panel eléctrico (caja de fusibles).
Si el corazón de la víctima se para, requeriría una reanimación cardiopulmonar.
- Sustancia química corrosiva sobre la piel (no ingerida): Retirar la ropa o accesorios contaminados por esa sustancia cáustica, con cuidado y sin quemarse uno mismo (para ello, pueden ser utilizados guantes). Es posible usar agua abundante para diluir las sustancias corrosivas, pero, si esa sustancia no pudiera ser lavada, sus rastros serían retirados con cuidado usando un paño que los absorba (mejor humedecido en agua).
- Ingestión de sustancia química corrosiva (como beber lejía): No tomar bicarbonato, pues puede provocar graves efectos adversos al mezclarse con esa sustancia cáustica.[2][3]
Es posible comenzar a neutralizar a la sustancia corrosiva (para que quede dentro pero diluida), tomando algún alimento con pH muy neutro (como la leche, mejor si es fresca), un puré denso con almidón (como puré de patata), y claras de huevo batidas.[2] Además, hay que considerar que, si la víctima intentase vomitar, se quemaría igualmente otra vez, o incluso más, pero ese riesgo podría ser más planteable con el estómago lleno de algún alimento que disminuya el efecto de la sustancia corrosiva. Si ese tipo de alimentos no están disponibles, beber mucha agua fresca podría ser lo único que resulte útil y seguro pronto, pero la cantidad de agua tendría que ser muy grande, y obviamente la sustancia corrosiva tendería a ir bajando por el intestino así.[4] El ingerir otro tipo de alimentos (por ejemplo: un líquido ácido como el zumo, o grasas) podría aumentar la corrosión, lo cual depende de si la sustancia corrosiva es un ácido (como el ácido clorhídrico, también llamado agua fuerte o salfumán) o una base (alcalina, como la lejía, el amoníaco y el hidróxido de sodio, también llamado sosa cáustica o soda caústica), o incluso de si es una sustancia fuera de esa clasificación (como el aguarrás). En principio, serían útiles y sin efectos adversos los protectores gástricos del tipo que sólo funciona formando una película protectiva en el estómago (los basados en el sucralfato como Kralfato y Carafate, y Ganatura). En cambio, algunos otros protectores gástricos podrían provocar reacciones adversas en corrosivos de tipo base (alcalinos). Los servicios médicos de emergencia tienen que ser avisados por teléfono de la intoxicación con corrosivo (para ver una lista internacional de sus números de teléfono, pulsar aquí).
La víctima probablemente requerirá un lavado de estómago que diluya y extraiga a la sustancia corrosiva, lo cual sería hecho de la mejor manera por profesionales en un centro médico habilitado para ello. Por lo tanto, la víctima esperaría a ser recogida por los servicios médicos mientras queda tumbada en posición lateral de seguridad. Normalmente se tumbaría sobre su lado derecho, dado que el izquierdo es el recomendado para las mujeres embarazadas desde hace al menos siete meses y medio aproximadamente.[5] La víctima podría rotar sobre el costado sobre el que queda tumbada conforme vaya notando que la corrosión la quema demasiado en ese lado.
Si la víctima no pudiese respirar en algún momento, no es descartable realizarle las ventilaciones de reanimación cardiopulmonar (normalmente serían sólo las ventilaciones porque el problema es respiratorio), para evitar su posible asfixia.
El frasco de la sustancia corrosiva podría indicar datos relevantes acerca de esa sustancia, y también es posible pedírselos a un centro de toxicología o intoxicaciones (algunos de sus números de teléfono aparecen en la lista de teléfonos de emergencia, pulsando aquí).
- Quemadura por frío: Ver congelamiento.

Además: Si una víctima no puede ser apartada de un calor o corrosión que la quema, sería intentado al menos protegerla de ello (por ejemplo: tapándola o intentando que se tape).
En caso de que quede en paro cardíaco, requeriría una reanimación cardiopulmonar.

### 2. Tratar la quemadura
A continuación, se recomienda lavar pronto las quemaduras externas con agua fresca (no helada), suavemente, y durante un plazo de tiempo de entre 20 y 30 minutos. Para ello, es posible utilizar agua corriente o sumergir en agua la parte afectada. El agua helada y los hielos podrían comenzar a destruir en algún momento los tejidos quemados, por lo que es preferible agua fresca. El agua fresca enfriaría la piel, pero la víctima no debe sufrir una hipotermia por quedarse muy fría demasiado tiempo.
Si la quemadura externa sangra, también habrá que detener esa hemorragia, principalmente mediante mantener presionada la herida hasta que deje de sangrar, aunque es posible aplicar otros métodos para detener el sangrado si la situación se complica.
Es posible retirar la ropa de la zona de la quemadura si provoca algún problema, como quemar al paciente, e incluso el agua lo facilitaría, aunque es mejor no retirarla en casos en los que se haya quedado pegada, pues el intentarlo podría arrancar la piel del paciente en el proceso.
Tras el enfriamiento con agua, aplicar en la quemadura externa un desinfectante (antiséptico) que no la deje irritada. Desinfectar es más necesario si la quemadura se ha abierto y ha sangrado. Sin embargo, de manera habitual, en las quemaduras de tercer grado, muy graves y profundas, no son colocados inicialmente ungüentos por encima, pues el paciente puede estar sangrando o tener alguna zona interna afectada. Las quemaduras son un tipo de herida sensible, por lo cual es recomendado desinfectarlas con antisépticos concretos apropiados para quemaduras, especialmente con alguna crema antiséptica hidrosoluble, siendo mejor si la crema tiene propiedades regeneradoras (por ejemplo: Furacín, Bepanthen, Bepanthol, Recoverón NC y Neosporin, aunque estos dos últimos cuentan con algunos casos de alergia a la neomicina reportados). También existe una cierta experiencia en el uso de derivados de plata en la desinfección de las quemaduras, principalmente de la sulfadiazina de plata (SDP). Otros desinfectantes usados en quemaduras son el nitrato de plata y el acetato de mafenida. En la actualidad, existen modernos vendajes para las quemaduras que liberan plata, permiten un mejor exudado y pueden permanecer más tiempo sobre la herida. En casos en los que esas sustancias y materiales no estén disponibles, y la desinfección de la herida se haga necesaria, pueden ser empleados otros antisépticos más comunes, siendo conocido el uso de productos con povidona yodada o merbromina para esas situaciones. 
La medicina tradicional ha utilizado Aloe Vera para curar quemaduras, y también aplicación de miel, la cual puede además favorecer la desinfección. No han sido encontrados beneficios en la idea de colocar pasta de dientes en la quemadura. 
Sobre la quemadura externa ha de ser colocado un vendaje con algún tejido limpio y estéril, el cual puede ser humedecido en agua fría. Si hay disponible suero fisiológico, es posible añadirlo junto con el vendaje sobre la quemadura (por ejemplo: si fuese a quedar un tanto seca). Las víctimas de grandes quemaduras pueden ser envueltas en sábanas limpias durante su traslado a un centro médico donde puedan recibir el tratamiento correspondiente. Y cualquier quemadura grave requiere llamar por teléfono a los servicios médicos de emergencia (es posible consultar una lista internacional de sus números pulsando aquí). 
Posteriormente, una quemadura requeriría curas periódicas. Un incremento en la ingesta de proteínas, vitaminas (especialmente las A, C y E) y oligoelementos, así como una hidratación adecuada, favorecen una mejor recuperación de la quemadura. En cambio, la ingesta de azúcares y grasas es irritante para su evolución.

## Tipos de quemaduras según su gravedad
Existen varias clasificaciones:
- Clasificación de Benahim (A, AB, B).
- Clasificación de la American Burn Association (superficial, intermedia, profunda).
- Clasificación de Smith (primer grado, segundo grado, tercer grado).

En la clasificación de Smith, la más habitual, las quemaduras pueden ser categorizadas en tres grados. Una quemadura de primer grado, que solo afecta a la capa superficial de la piel, se caracteriza por el enrojecimiento, una quemadura de segundo grado presenta formación de flictenas (ampollas), y una de tercer grado afecta al tejido subcutáneo, músculo y hueso produciendo una necrosis.

### Quemaduras de primer grado

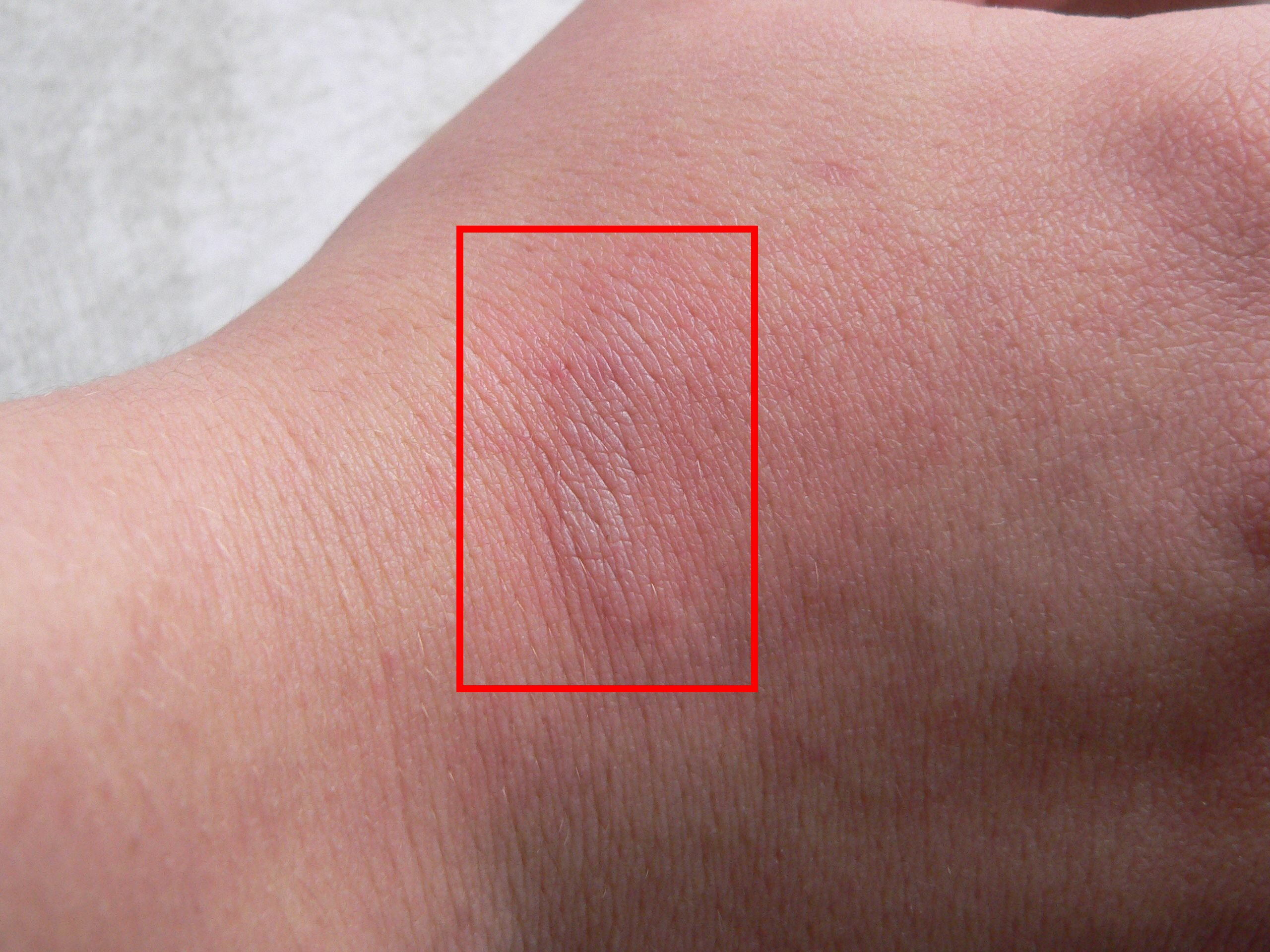
Quemadura de primer grado.

Las quemaduras de primer grado (también llamadas quemaduras de espesor superficial) se limitan a la capa superficial de la piel epidermis, y se les puede llamar eritema o epidérmicas. Este tipo de quemadura generalmente la causa una larga exposición al sol (producto de los rayos ultravioleta) o exposición instantánea a otra forma de calor (plancha, líquidos calientes).
Signos clínicos (síntomas):
- Ampollas intradérmicas (microscópicas).
- Enrojecimiento de la piel, piel seca.
- Descamación y destrucción de las capas superficiales o solo enrojecimiento.
- Dolor intenso tipo ardor. Inflamación moderada. Gran sensibilidad en el lugar de la lesión.
- Tarda en irse desde unos días a lo mucho un mes, ya que solamente es superficial.

### Quemaduras de segundo grado

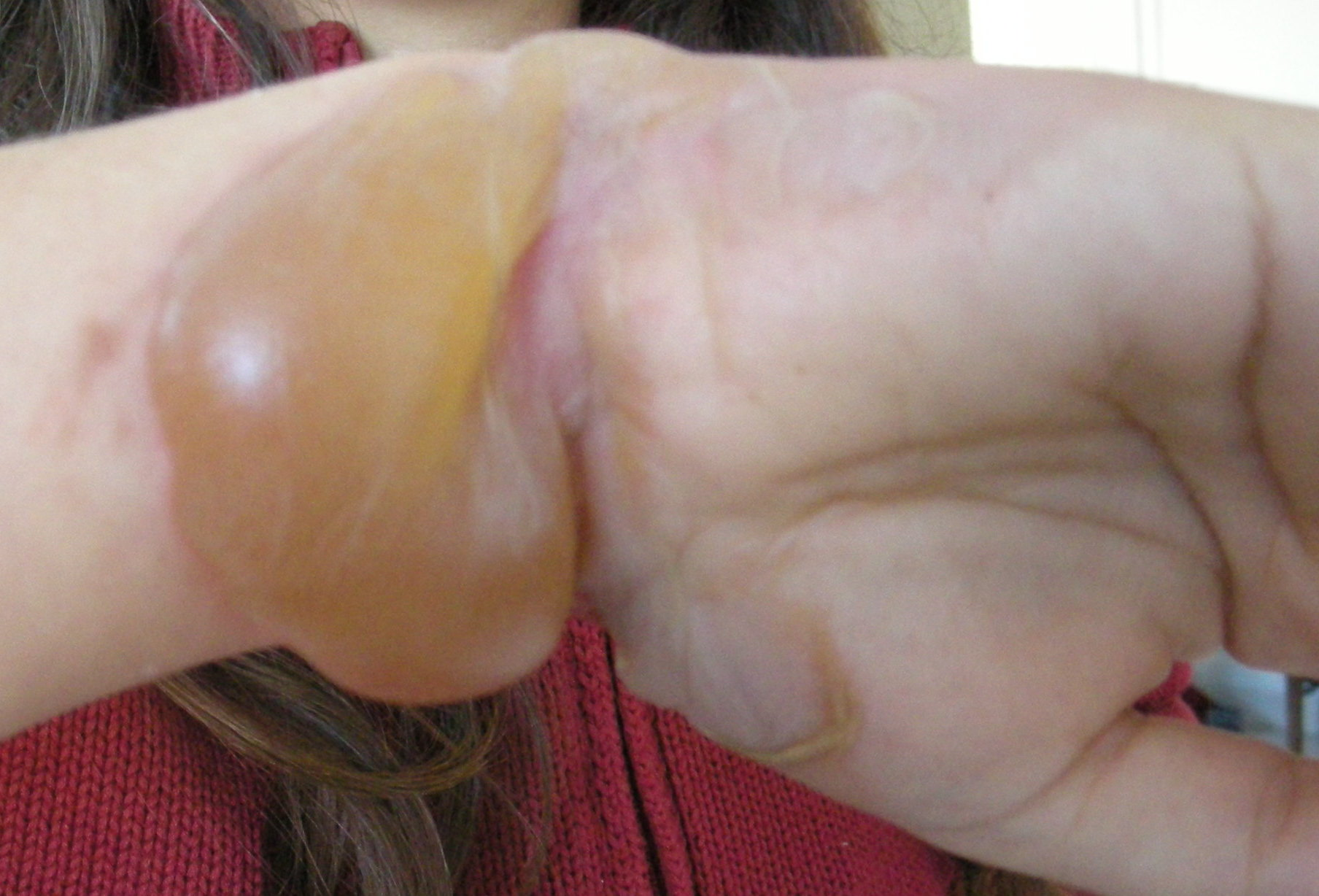
Ampolla en quemadura de segundo grado.

Las quemaduras de segundo grado (también llamadas quemaduras de espesor parcial) se dividen en:
- De segundo grado menores: Este tipo de quemadura implica la primera capa y parte de la segunda capa. No se presentan daños en las capas más profundas, ni en las glándulas de sudor o las glándulas productoras de grasa. Hay dolor, presencia de flictenas o ampollas.
- De segundo grado mayores: Este tipo de quemadura implica daños en la capa media y en las glándulas de sudor o las glándulas productoras de grasa. Puede haber pérdida de piel, carbonización.

Causas:
- Principalmente por líquidos calientes o sustancias químicas cáusticas.
- Exposición muy prolongada al sol.
- Fuego

No hay un cálculo estimado en la pigmentación, después de la quemadura.

### Quemaduras de tercer grado

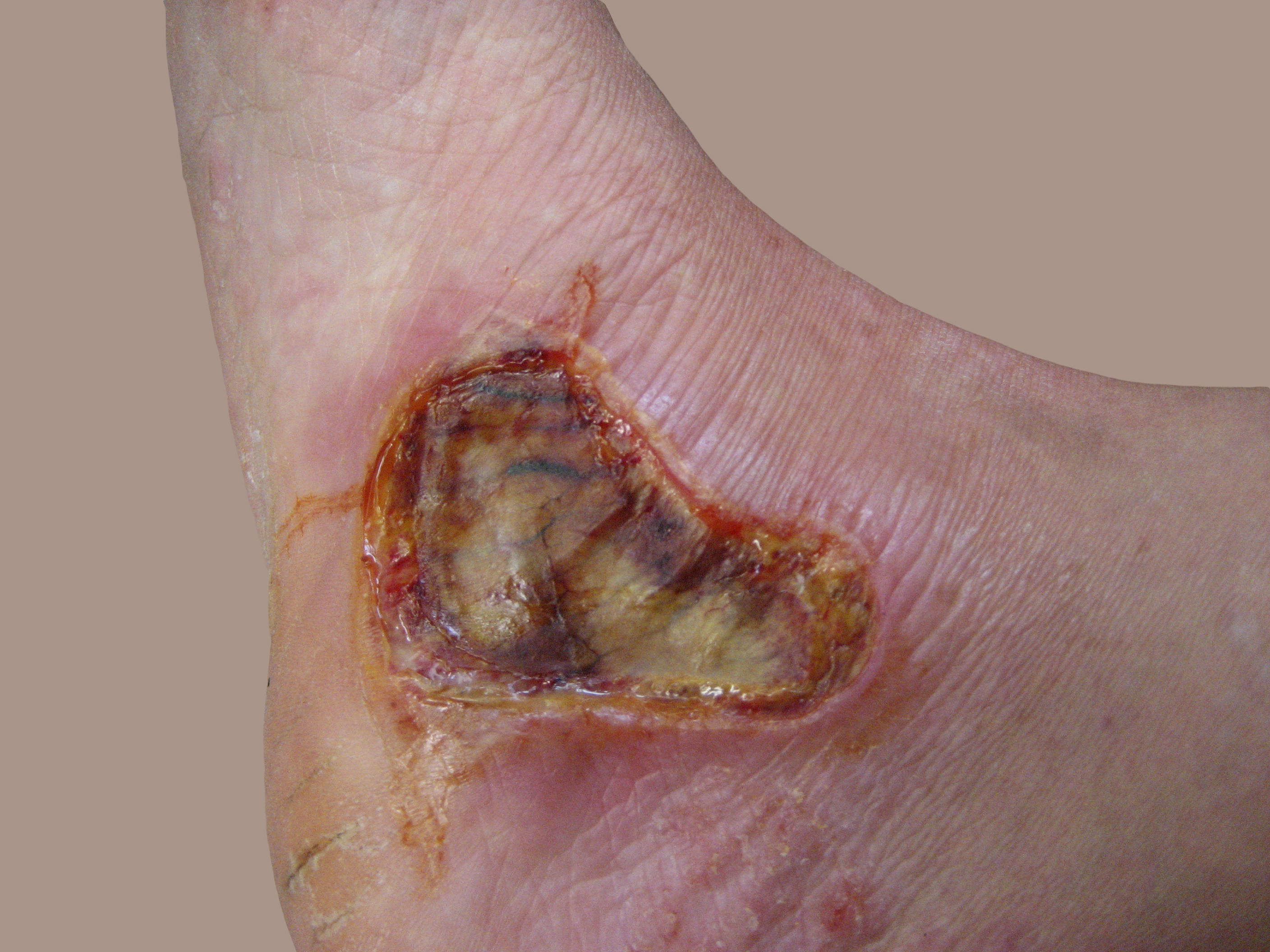
Quemadura de tercer grado.

Las quemaduras de tercer grado (también llamadas quemaduras de espesor total) afectan a todo el espesor de la piel; incluyendo terminaciones nerviosas, vasos sanguíneos, linfáticos, etc. Se destruyen los folículos pilosebáceos y las glándulas sudoríparas, se compromete la capacidad de regeneración. Este tipo de quemaduras no duele al contacto, debido a que las terminaciones nerviosas fueron destruidas por la fuente térmica.
Signos clínicos (síntomas):
- Pérdida de capas de piel.
- A menudo la lesión es indolora, porque los nervios quedan inutilizados (puede que el dolor sea producido por áreas de quemaduras de primer grado y segundo grado que a menudo rodean las quemaduras de tercer grado).
- La piel se ve seca y con apariencia de cuero.
- La piel puede aparecer chamuscada o con manchas blancas, cafés o negras.
- Ruptura de piel con grasa expuesta.
- Edema.
- Superficie seca.
- Necrosis.
- Sobre infección.

Causas:
- Fuego.
- Exposición prolongada a líquidos u objetos calientes.
- Contacto con substancias muy calientes como aceite hirviendo o azúcar fundiéndose para hacer caramelo.
- Contacto con electricidad.
- Contacto con substancias químicas como hidróxido de sodio, de potasio o cal viva.
- Explosiones.
- Exposición a lugares o substancias radiactivas.

## Tipos de quemaduras según su extensión
Las quemaduras también se clasifican por su extensión. Esta se mide en porcentajes de la superficie corporal.
- Tamaño menor: cuando la superficie quemada no rebasa el 10 % de la superficie total del cuerpo.
- Tamaño moderado: cuando la superficie quemada está entre el 10 y el 20 % de la superficie total del cuerpo.
- Tamaño mayor: cuando la superficie quemada rebasa el 20 %.

Basándonos en su extensión, se aplica la regla de Pulaski y Tennison,  conocida como la regla de los nueves de Wallace.

### Regla de los 9
Una manera rápida de estimar la superficie corporal quemada es la denominada Regla de los 9; fue ideada por Pulaski y Tennison en 1947 y publicada por Wallace en 1951. La regla de los nueves puede ser aplicada en adultos (pacientes de más de 16 años de edad), siendo imprecisa en niños debido a las diferentes proporciones corporales. En adultos la cabeza corresponde a un 9 % de la superficie corporal total, cada extremidad superior, otro 9 %, el tronco, un 36 % (dividido en pecho, 18 %, y abdomen, 18 %, o en frente, 18 %, y dorso, 18 %), cada extremidad inferior, un 18 %, y los genitales externos, el 1 % restante. En niños y bebés, en cambio, la cabeza es un 18 % de la superficie corporal total, cada extremidad superior un 9 %, cada inferior un 14 % y el tronco 18 % dorsal y 18 % frontal.

## Tipos de quemaduras según su causa

### Quemaduras térmicas
Son las quemaduras normales, producidas por fuentes de calor tales como objetos y líquidos calientes.

### Quemaduras químicas
En la vida doméstica, ya sea en el transporte, durante la recreación y en la actividad laboral, el ser humano está permanentemente expuesto al contacto con compuestos tóxicos, irritantes, corrosivos, inflamables, cancerígenos o explosivos, cuyo efecto en el organismo humano puede llegar a producir lesiones de grados variables, desde simples inflamaciones tisulares, hasta lesiones tan graves que pueden llegar a producir la muerte incluso.
Las causas más frecuentes de lesiones cutáneas por agentes químicos son:
- El derrame o ruptura de un contenedor, generalmente inadecuado.
- La transferencia de un agente cáustico desde su envase original a otro inadecuado.
- La dilución inadecuada.
- Uso inadecuado de productos.
- Ataques con ácidos.

El Manual Merck de productos químicos identifica 510 productos que se incluyen en algunas de las categorías descritas. Dentro de estos productos se individualizan 145 sustancias corrosivas, en cuyo manejo deberían observarse medidas de precaución especial para evitar su contacto siempre peligroso. Sin embargo, por acciones inseguras, actos temerarios, circunstancias inseguras, u ocasionales actos voluntarios, se producen quemaduras por agentes químicos, y los profesionales de la salud tienen, en general, pocos conocimientos sobre los efectos de tales agentes peligrosos, y escasa información de las medidas de intervención y tratamiento que deben aplicarse en caso de una lesión producida por agentes químicos peligrosos.
La primera interrogante que se plantea al tratar el tema de quemaduras por agentes químicos se refiere al por qué los agentes químicos son tóxicos para los seres vivos. Todas las proteínas tienen una estructura primaria constituida por la secuencia de aminoácidos, una estructura secundaria constituida por la forma helicoidal y una estructura terciaria representada por el enrollado sobre sí mismo y la orientación espacial. La estructura secundaria y terciaria son mantenidas por enlaces hidrógenos. El contacto con todos los ácidos y álcalis alteran el pH de los tejidos y rompen los enlaces iónicos de H+, de tal manera que se produce el “desplegamiento” de la proteína y la ruptura de la estructura secundaria y terciaria con la destrucción irreversible de esta y la pérdida de su actividad biológica. Tal destrucción irreversible adquiere la forma de la desnaturalización o la coagulación de las proteínas.
Los diversos agentes químicos, de acuerdo a sus características específicas y a su capacidad de producir daño, generan lesiones diferentes. Sin embargo, todos tienen en común que producen daño tisular por un tiempo mayor que el período en que se produce la exposición efectiva de la piel al agente. Otro hecho que comparten todas las quemaduras por químicos es que el aspecto inicial es el de una lesión superficial razón por la cual se subestima la gravedad del daño. El efecto corrosivo de algunos compuestos puede continuar hasta una semana más tarde de la exposición, generando una grave y profunda lesión final. La intensidad del daño tisular depende del mecanismo de acción del agente, de su concentración, de la cantidad puesta en contacto con la piel, la duración de la exposición y de la resistencia del tejido a la penetración.

#### Anexo: Quemaduras por químicos
En la siguiente lista se enumeran varios compuestos o agentes químicos que pueden llegar a producir quemaduras (ácidos inorgánicos u orgánicos, álcalis, etc.).
Agentes causales de quemaduras:
| - Ácido clorhídrico - Ácido yodhídrico - Ácido sulfúrico - Ácido sulfónico - Ácido fluorhídrico - Ácido selénico - Ácido perclórico - Ácido nítrico - Ácido fosfórico - Cloruro de aluminio - Cloruro de zinc - Magnesio y litio - Permanganato de potasio - Yoduros - Fósforo - Aleación sodio plomo - Peróxido de hidrógeno concentrado - Cloruro de titanio - Nitrato de plata | - Ácido acético concentrado - Ácido clorobenzoico - Ácido fórmico - Ácido tioglicólico - Hidróxido de sodio (sosa o soda cáustica) - Cemento - Hidróxido de calcio - Óxido de calcio (cal viva) - Hidróxido de potasio (potasa cáustica) - Fenol - Carburo de calcio (al mezclarse con agua en cuyo proceso libera acetileno) - Benceno - Asfalto - Hidrocarburos aromáticos - Queroseno - Lubricantes - Agentes radioactivos |

### Quemaduras eléctricas
Las quemaduras eléctricas, como su nombre lo indica, son provocadas por descargas eléctricas como pueden ser: rayos, corrientes mayores de electricidad, también por un corto circuito, al aplicar electro-choque sin un gel que conduzca la corriente, etc. Por lo general, si una descarga es suficiente para provocar quemadura, hace que se produzca una quemadura de tercer grado. Pero también depende la intensidad de la corriente para que pueda generar daños en la dermis hasta poder causar la muerte por paro cardíaco. La supervivencia a quemaduras graves es mejorada si el paciente es tratado en un centro especializado en quemaduras que en un hospital.
Los factores que determinan la forma y la gravedad de las lesiones son las siguientes
- Resistencia
- Frecuencia de la corriente
- Magnitud del voltaje
- Potencia de la fuente véase Impedancia de salida
- Vía que recorre la corriente
- Duración del contacto
- Humedad
- Otras

La resistencia de los tejidos corporales a la electricidad en orden decreciente son el siguiente
- Hueso
- Grasa
- Piel seca
- Músculos
- Vasos
- Nervios

Las lesiones producidas por la corriente eléctrica tienen tres explicaciones principales
1. La energía eléctrica se convierte en calor y destruye los tejidos (efecto Joule).
2. La corriente eléctrica produce altos potenciales eléctricos transmembrana y estos llevan al daño celular.
3. La corriente eléctrica produce alteraciones importantes de las proteínas de la membrana celular.

Clasificación de las quemaduras por corriente eléctrica
- Lesión directa o quemadura eléctrica verdadera: causada por el paso de la corriente entre dos puntos anatómicos, el cuerpo se convierte en parte del circuito eléctrico. El daño fundamentalmente es térmico.
- Quemadura por arco eléctrico: en una línea de alta tensión ocurren arcos eléctricos y estos pueden atraer a la víctima si está lo suficientemente cerca produciéndole lesiones muy graves.
- Quemadura por llama: la corriente eléctrica puede producir una llama esta incendia la ropas y los objetos cercanos, es una quemadura convencional por fuego.

Las lesiones producidas por la corriente eléctrica son las siguientes
- Lesiones de la piel
- Lesiones vasculares
- Lesiones músculo esqueléticas
- Lesiones cardíacas
- Lesiones pulmonares
- Lesiones renales
- Lesiones neurológicas

### Quemaduras solares

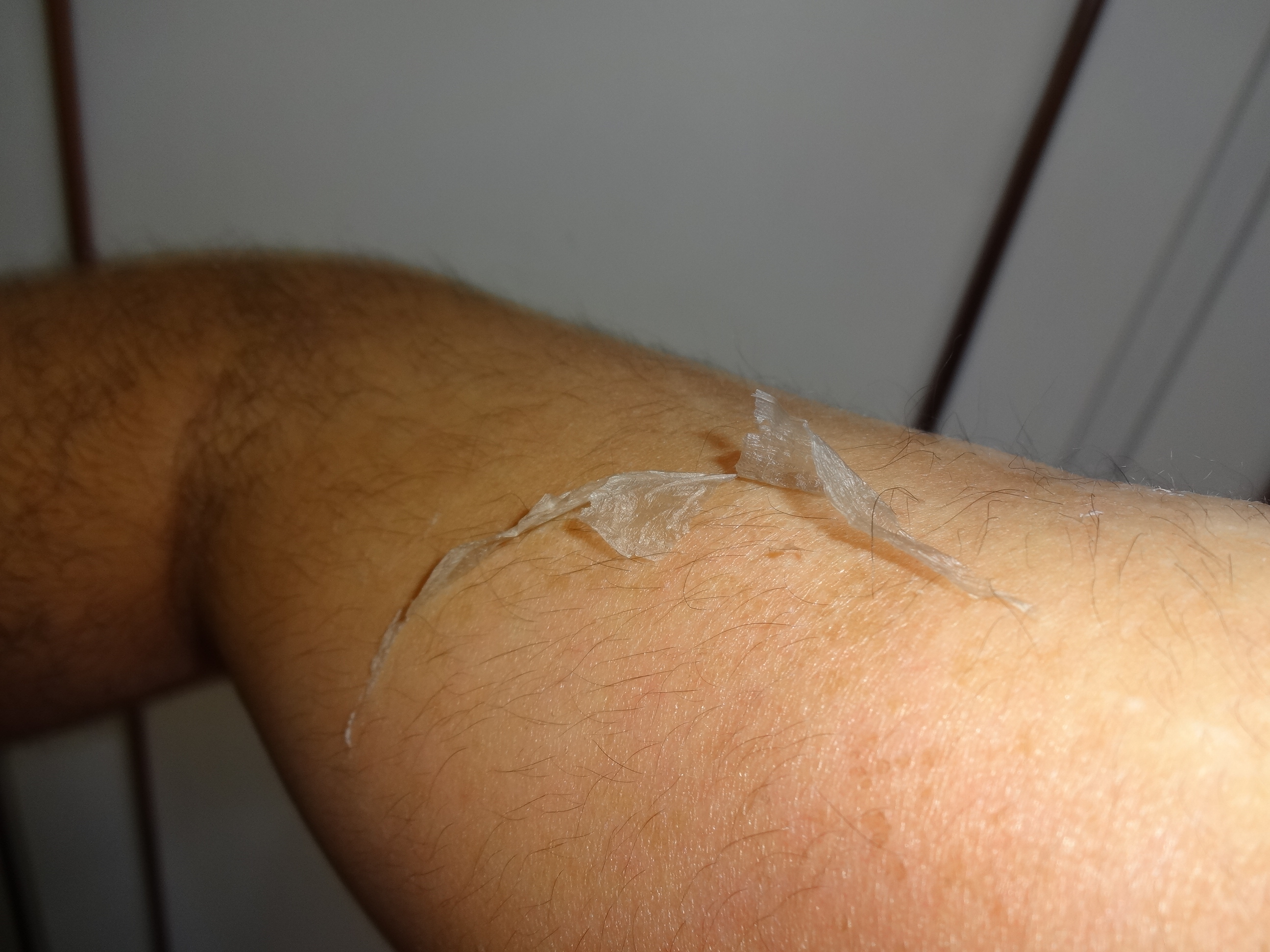
Quemadura solar.

Las quemaduras solares o quemadura por el sol, producidas predominantemente en verano cuando miles de personas se exponen al sol, pueden producir quemaduras de primer y segundo grados. En casos excepcionales, se producen casos más graves.
Son provocadas por una exposición excesiva al sol o a una fuente de luz ultravioleta, que supera la capacidad protectora de la melanina, pigmento que protege la piel. También son habituales las quemaduras excesivas por el efecto lupa del sol bajo el agua.
Las cremas con un FPS (factor de protección solar) alto ayudan a prevenir e incluso evitar este tipo de quemaduras, que causan mucho dolor y pueden desembocar en enfermedades mucho más graves como el cáncer de piel.[cita requerida] Este último generalmente es producto de reiteradas quemaduras solares cuyo daño es acumulativo.
Una persona de piel clara puede resultar dañada por este tipo de quemadura en menos de 15 minutos de exposición al sol durante el mediodía, en cambio una persona con piel oscura puede tolerar la misma exposición entre 3 y 6 veces más de tiempo.
Los bebés y los niños son los más sensibles al efecto de los rayos solares.
La ingesta de ciertos medicamentos puede aumentar el efecto de los rayos solares. Medicamentos como los antibióticos, las hormonas o los antidepresivos entran dentro del cuadro de estos medicamentos.[cita requerida]

## Tratamiento médico
Los objetivos del tratamiento son salvar la vida, conseguir la recuperación funcional, estética, psicológica y la integración social. El tratamiento inicial debe incluir la valoración descrita en el Advanced Trauma Life Support (ATLS) por el American College of Surgeons, y en el Advanced Burn Life Support (ABLS) por la American Burn Association.
Estas organizaciones sugieren manejar todo paciente traumatizado en dos etapas consecutivas: Evaluación Primaria y Evaluación Secundaria. La Evaluación Primaria comprende la secuencia nemotécnica ABCDE (vía Aérea, Buena ventilación, Circulación, Déficit neurológico, evitar Exposición innecesaria para prevenir la hipotermia). La Evaluación Secundaria por su parte comprende historia clínica y examen físico completo, así como el tratamiento básico inicial.
Las reglas básicas del examen inicial incluyen: Registrar todos los signos físicos medibles (temperatura,, frecuencia cardiaca, tensión arterial, llenado capilar y datos de la Escala de Glasgow); Realizar examen físico completo. Este primer examen es el más importante, porque buena parte de las decisiones posteriores se derivan de los hallazgos iniciales; Identificar trauma asociado y tratar las lesiones; Buscar signos de quemaduras por inhalación y consignarlos en la historia clínica (tos y esputo carbónico, quemaduras en las coanas, disnea, estridor laríngeo, antecedente de recinto cerrado, cambios en la voz). Calcular la superficie y la profundidad y graficarla mediante la Regla de los Nueves o el esquema de porcentaje según edad descrito por Lund y Browder. La reanimación hídrica se puede hacer mediante el cálculo con la Fórmula de Parkland.

### Biotecnología
Las nuevas técnicas para el tratamiento de las Quemaduras ha evolucionado, ya que ahora existen gran variedad de injertos, parches y membranas, que facilitan y aceleran el proceso de cicatrización y regeneración gracias a su composición, los queratinocitos vivos es una fuente principal ya que estos se encargan de producir factores de crecimiento y estimulan la proliferación de las células epiteliales de la zona lesionada del paciente.

### Clasificación de los compuestos químicos
Los productos químicos peligrosos para piel, conjuntiva y mucosas, se clasifican en ácidos y álcalis. Las soluciones o sólidos ácidos corrosivos peligrosos son aquellos con un pH igual o menor de 3.5 y los álcalis líquidos o sólidos cáusticos son aquellos con un pH comprendido entre 11.5 y 14.
Los compuestos inorgánicos más corrosivos son: ácido clorhídrico, ácido sulfúrico (se utiliza principalmente para hacer fertilizantes, tanto superfosfato como sulfato de amonio, para fabricar productos orgánicos, pinturas, pigmentos, rayón, para refinar petróleo, en laboratorio clínico y sobre todo, se usa en gran escala en la producción hidrometalúrgica de la minería de cobre), ácido fluorhídrico, ácido nítrico, ácido selénico y ácido crómico (agente oxidante). Otras sustancias inorgánicas corrosivas son cloruro de aluminio, cloruro de calcio, bromuro y cloruro de zinc, magnesio, litio y todas sus sales, todos los derivados del bromo, todas las sales de antimonio, permanganato Los álcalis que con mayor frecuencia producen quemaduras son el hidróxido de sodio (soda cáustica o sosa cáustica), hipoclorito de sodio (lejía), hidróxido de calcio (cal apagada), óxido de calcio (cal viva), hidróxido de potasio, aminopropanol y cemento (compuesto de pH 12 que al contacto prolongado produce abrasión por corrosión). Otros productos que producen lesiones al contacto con la piel son asfalto, combustibles hidrocarburos líquidos, hidrocarburos aromáticos como benceno, tolueno, gases de amoníaco y lubricantes industriales.

## Choque del gran quemado
En los grandes quemados se producen una serie de acontecimientos (choque de los grandes quemados) que siguen la siguiente secuencia:
- Inmediatamente después de la quemadura, dolor neurógeno. Se administra morfina. En quemaduras superiores al tercer grado, puede aparecer anestesia por destrucción de nervios.
- A las 2-3 horas, se produce una gran pérdida de agua, ya que al estar la piel dañada, se facilita la evaporación de líquidos. Hay que tratar con expansores del plasma.
- A los 2-3 días, se produce sepsis y toxemia secundaria. Hay que tratar con antibióticos.

Los grandes quemados tardarán semanas o meses en regenerar la piel, que presentará queloides. En muchos casos, en que la piel no será capaz de regenerarse, será necesario una cirugía: el trasplante de piel, que será realizada por un cirujano plástico.